# Скибинський Григорій Олексійович
Скибинський Григорій Олексійович (? — 1712) — учитель богословія родом з України.
У 1670-х роках був у Москві, звідки поїхав на Захід. Вісім років мешкав у Римі і там 1688 року перейшов з православ'я на греко-католицизм, але повернувшись до Москви, знову став православним, проте називали його «єретиком-латинником».
Залишив рукописні праці: підручник поетики «Brevis poetica…» та описи «Перечневое сказаніє о мирі» і «Сказаніє о граді Римі» (у 4 частинах).